# Balistisk transistor
En ballistisk transistor (BDT - forkortet fra engelsk Ballistic deflection transistors) er en elektronisk komponent, der er ved at blive udviklet for højhastigheds integrerede kredsløb. I stedet for at skifte strømmen af adskillige elektroner ved at anvende gates, som det er gjort med MOSFETs, manipulerer BDTs kursen af de enkelte elektroner ved at anvende elektromagnetiske kræfter. De frit strømmende elektroner bliver dirigeret til en af siderne om en kileformet forhindring (en 'afbøjer') på en af de to mulige veje, som svarer til en logisk '1' eller '0'.
Et tidligere anvendt elektronrør kaldet et beam-deflection tube anvendte samme funktionalitet.

## Fordele
Fordele er mindre størrelse, reduceret støj, lavere effektbelastning og højere hastigheder (op til terahertz-området). En forskningsprototype er blevet lavet. Teknikken undersøges pt (2006) af University of Rochester.